# 暹羅雙孔魚
暹羅雙孔魚（学名：Gyrinocheilus pennocki），係以美國賓夕法尼亞州的鳥類學家查爾斯·J·彭諾克（Charles J. Pennock，1857-1935 年）的名字命名，為輻鰭魚綱鯉形目雙孔鱼科的其中一種，分布於亞洲越南、泰國、柬埔寨、寮國的湄公河流域 ，本魚體延長，口下位呈吸盤狀，尾鰭叉形，並布滿黑色圓點，體色為褐色，腹部顏色較淡，沿著側線有有深色斑塊，頭側上的大的瘤結，背鰭軟條11枚，體長可達28公分，主要棲息在中大型河流及氾濫平原，以藻類為食，可做為食用魚。

## 扩展阅读
維基物種上的相關：暹羅雙孔魚